# ヴィターレ・ミキエル2世
ヴィターレ・ミキエル2世（生年不詳 - 1172年）は、ヴェネツィア共和国におけるドージェである。(在位：1156年 - 1172年)

## 概要
ヴィターレ・ミキエル2世はヴェネツィアとビザンツ帝国との関係が緊張している頃にヴェネツィアのドージェに就任し、ちょうどその頃イタリア半島において商業的な収入が増加していたことから、当時のイタリアに強い影響力のあった神聖ローマ皇帝フリードリヒ1世との関係性を重視し接近する。しかし、不運にも小国ヴェネツィアは東西の両帝国間の紛争に巻き込まれることになる。